# Torresina (Roma)
Torresina è un piccolo comprensorio del Municipio Roma XIV di Roma Capitale, situato nel suburbio S. X Trionfale.
È situato a nord-ovest della capitale, all'interno del Grande Raccordo Anulare e a nord delle zone di San Giusto/Podere Zara e Quartaccio.
Prende il nome dalla strada al fianco della quale è stato costruito, via di Torresina, dedicata ad un piccolo comune piemontese.

## Storia
Il comprensorio è stato ufficialmente definito il 27 gennaio 2003.

Il primo insediamento è sorto sull'altipiano del Fico (Torresina 1).
Nel febbraio 2006, è stato realizzato il piano di zona B32 "Torresina 1" per un totale di circa 3 300 abitanti, in attesa della realizzazione del piano di zona B44 "Torresina 2", di circa 2 200 abitanti.
Il primo albero piantato è stato un abete nel periodo di Natale 2004.

## Odonimia

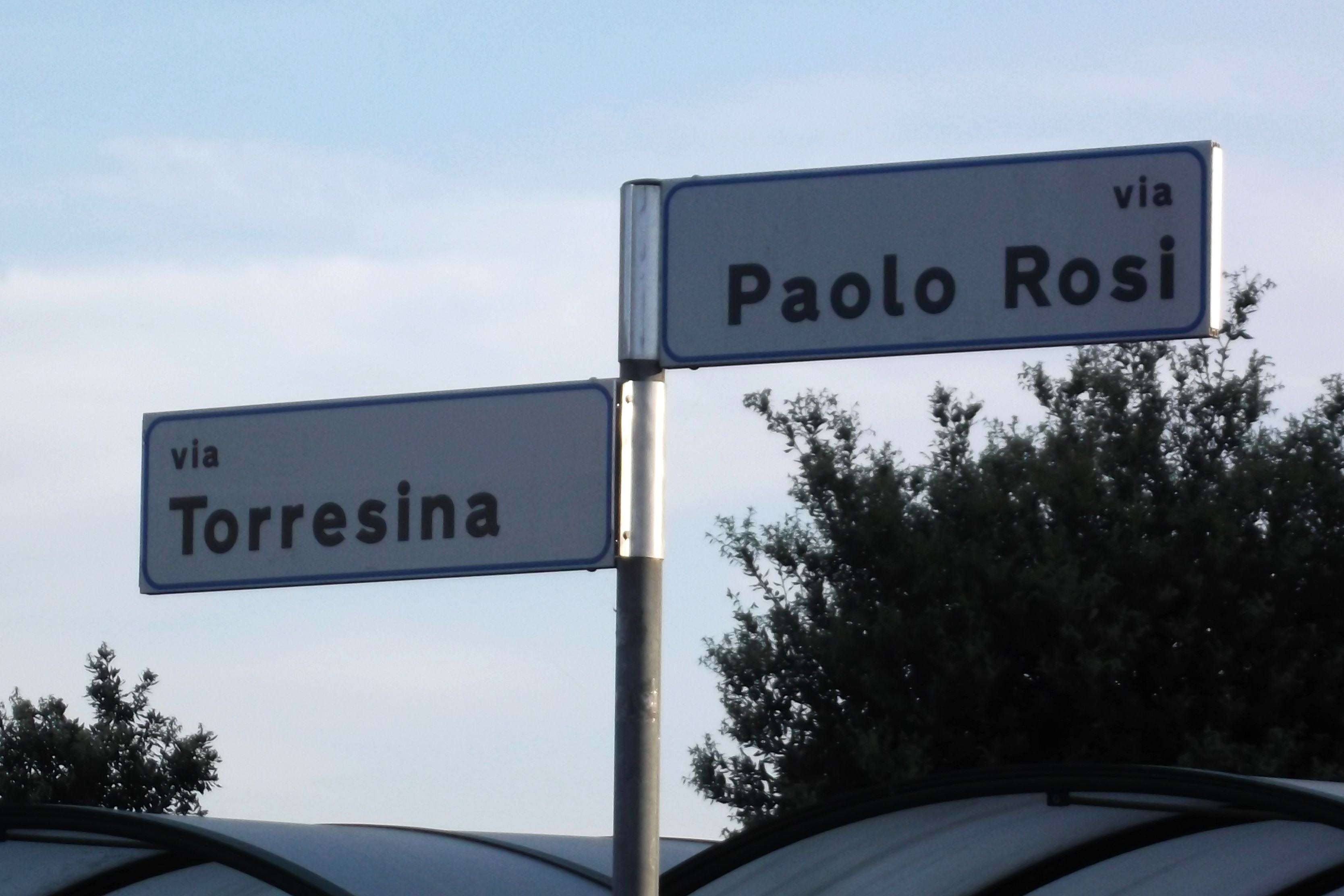
Targa stradale intitolata a Paolo Rosi (1924-97)

L'11 dicembre 2004 l'allora sindaco di Roma Walter Veltroni inaugurò le vie di Torresina, alcune delle quali furono intitolate a giornalisti italiani, come Paolo Rosi e Maria Grazia Cutuli.

## Natura

### Il Parco Agricolo
Torresina confina col Parco Agricolo Urbano di Casal del Marmo previsto dal Nuovo Piano Regolatore Generale di Roma (Art. 70). Sono Parchi agricoli gli ambiti rurali diversi dalle Aree naturali protette (di cui all'art. 69), ma riconducibili ad un sistema unitario di interesse naturalistico, paesaggistico, storico-archeologico, da tutelare e valorizzare.

Tra la flora troviamo soprattutto querce e pini, mentre nella fauna troviamo: volpi, istrici, ricci, bisce, biacchi, vipere, rane, rospi, orbettini italiani e molte specie di uccelli come aironi, germani reali, piccoli falchi e altri uccelli di città.

### La Valle
All'interno del Piano di Zona è presente una vallata che ospita un'area verde si trova nella porzione più a sud del quartiere di Torresina.
La parte terminale di via A. Barbato forma con via V. Testa un cuneo con l'apice rivolto verso sud, all'interno dell'area delimitata dalle due vie e dal caseggiato di Torresina si trova un piccolo angolo di verde seminaturale scampato all'urbanizzazione che comprende una valle umida incastonata tra due spallette tufacee parzialmente coperte di vegetazione.
Il sistema paesistico pianoro – spalletta – valle, è tipico di questo settore della campagna romana. L'uomo per secoli ha sfruttato pianori e fondovalle per agricoltura e pascolo, trascurando le spallette e le zone più acclivi, meno praticabili e per questo ancora provviste di una vegetazione arborea. Ora sul pianoro di questo sistema sorge il quartiere di Torresina mentre la maggior parte della valle che si sviluppa verso la via Boccea è edificata o comunque privata. Rimane questo angolo che, per quanto antropizzato, conserva ancora importanti elementi naturali sottoposti a forte impatto antropico.

### Il cerrosughera
Con una breve passeggiata nell'area in questione si può osservare un albero molto particolare, una quercia rara in tutta Italia e per questo protetta da leggi regionali, chiamata cerrosughera (Quercus crenata).
Si tratta di un albero molto slanciato alto circa 15 - 18 metri, con caratteristiche non comuni come la corteccia suberosa (suber = sughero), l'aspetto e la persistenza delle foglie durante l'inverno. I motivi della particolarità di questa essenza vanno cercati nella sua genesi: essa è un ibrido tra il cerro (Quercus cerris) e il sughera (Quercus suber), infatti presenta caratteri morfologici intermedi tra quelli dei genitori. Di fatto cerro e sughera coesistono nel cerrosughera, ed è proprio questo aspetto a renderlo un ibrido. Le querce spesso generano degli ibridi che complicano il riconoscimento degli individui e che mostrano la grande elasticità genetica di questo genere di piante. Va sottolineato che alcuni autori ritengono il cerrosughera una specie a sé stante piuttosto che un ibrido, dal momento che è presente anche in aree dove la sughera non c'è per motivi climatici.

Il cerrosughera è distribuito sporadicamente in Italia, Spagna, Francia meridionale, Slovenia e Croazia. La prima segnalazione italiana risale solo al 1816, nella valle di Caprino (Verona), dove l'albero è tuttora vivente.
Nel quartiere l'albero è situato in una zona molto interessante dal punto di vista naturalistico, si trova sulla spalletta che dalla valle sale verso il caseggiato di via Montanelli, in mezzo sughere tra fa capolino il cerrosughera.

La presenza di quest'albero in un contesto così particolare arricchisce il quartiere e merita protezione, ma proteggere una specie significa proteggere l'ecosistema di cui fa parte.